# Thibaut Cillard
Thibaut Cillard, né le 23 décembre 1995 à Rennes, est un footballeur français évoluant au poste de défenseur à l'Union sportive Saint-Malo.

## Biographie

### Tours FC
Né l'avant veille de Noël 1995 à Rennes, il prend sa première licence à l'âge de six ans à l'US Janzé et fait ses premiers pas au poste d'attaquant. Après un premier déménagement pour cause de mutation professionnelle de son père, il prend une licence au SAS Épinal puis après un second déménagement il porte les couleurs de l'US Chambray-lès-Tours. Et c'est lors d'un tournoi, alors qu'il figurait, en tant qu'ailier, dans la sélection départementale, que le Tours FC s'intéresse à lui. Mais son premier essai pour intégrer le centre de formation du club s'avère infructueux. Il change ensuite de poste, descendant d'une ou deux lignes, le plus souvent pour la défense centrale. C'est là que Thibaut intègre alors les U17 Nationaux sous les ordres de Pascal Meunier, et signe en fin de saison une convention avec le centre puis les U19. Mais une demi saison passe sans qu'il ne joue vraiment, enchaînant des bouts de matchs par-ci par-là avant de prendre une place de titulaire.
Puis lors de la saison 2013-14, toujours titulaire dans la défense en U19, Thibaut fait ses premières apparitions en CFA2 sous les ordres de Cyrille Carrière. Une saison pleine puisque c'est l'année du titre de Champion de France U19. Parallèlement à sa progression sportive, l'étudiant Cillard décroche son Bac scientifique et commence des études de droit. 
Il joue ses premiers matchs professionnels lors de la saison 2014-2015, le premier le 16 novembre en coupe de France contre l'US Saran puis son premier match de Ligue 2 contre les Chamois niortais quelques jours plus tard. Le 20 février 2015, il inscrit son premier but professionnel de la tête contre l'US Orléans sur un coup franc de Billy Ketkeophomphone.
La saison suivante, il gagne petit à petit du temps de jeu et une place de titulaire régulier au sein de l’effectif tourangeau en prenant part à vingt-huit rencontres puis vingt-et-un match la saison suivante mais le début de saison 2017-2018 est plus compliqué et ayant joué seulement deux matchs en octobre, il est prêté à l'US Avranches, en National. 

### US Saint-Malo
Il quitte le club en octobre 2018, après un début de saison où il ne joue que trois matchs et résilie son contrat , et après plusieurs mois sans club, il signe en faveur de l'US Saint-Malo en National 2 à l'été 2019. Après vingt-six matchs en deux saisons, il rejoint l'Olympique saint-Quentin, également en National 2 mais n'y passe qu'une saison avant de revenir à l'US Saint Malo en 2022.

## Statistiques
Le tableau ci-dessous retrace la carrière de Thibaut Cillard depuis ses débuts :
| Saison                | Club                    | Championnat           | Championnat | Championnat | Coupe nationale | Coupe nationale | Coupe de la Ligue | Coupe de la Ligue | Total | Total |
| Saison                | Club                    | Division              | M.          | B.          | M.              | B.              | M.                | B.                | M.    | B.    |
| 2014-2015             | Tours FC                | Ligue 2               | 10          | 1           | 4               | 0               | -                 | -                 | 14    | 1     |
| 2015-2016             | Tours FC                | Ligue 2               | 28          | 1           | 2               | 0               | 3                 | 0                 | 33    | 1     |
| 2016-2017             | Tours FC                | Ligue 2               | 21          | 2           | -               | -               | -                 | -                 | 21    | 2     |
| 2017-2018             | Tours FC                | Ligue 2               | 2           | 0           | -               | -               | -                 | -                 | 2     | 0     |
| 2018-2019             | Tours FC                | National              | 3           | 0           | -               | -               | -                 | -                 | 3     | 0     |
| Sous-total            | Sous-total              | Sous-total            | 64          | 4           | 6               | 0               | 3                 | 0                 | 73    | 4     |
| 2017-2018             | US Avranches (prêt)     | National              | 17          | 1           | 1               | 0               | -                 | -                 | 18    | 1     |
| 2019-2020             | US Saint-Malo           | National 2            | 16          | 2           | 1               | 0               | -                 | -                 | 17    | 2     |
| 2020-2021             | US Saint-Malo           | National 2            | 8           | 0           | 1               | 0               | -                 | -                 | 9     | 0     |
| Sous-total            | Sous-total              | Sous-total            | 24          | 2           | 2               | 0               | -                 | -                 | 26    | 2     |
| 2021-2022             | Olympique Saint-Quentin | National 2            | 24          | 0           | 3               | 0               | -                 | -                 | 27    | 0     |
| 2022-2023             | US Saint-Malo           | National 2            | 28          | 1           | 2               | 0               | -                 | -                 | 30    | 1     |
| 2023-2024             | US Saint-Malo           | National 2            | 21          | 1           | 2               | 0               | -                 | -                 | 23    | 1     |
| 2024-2025             | US Saint-Malo           | National 2            | 17          | 2           | 3               | 0               | -                 | -                 | 20    | 2     |
| Sous-total            | Sous-total              | Sous-total            | 66          | 4           | 7               | 0               | -                 | -                 | 73    | 4     |
| Total sur la carrière | Total sur la carrière   | Total sur la carrière | 195         | 11          | 19              | 0               | 3                 | 0                 | 217   | 11    |

## Palmarès
En équipe de jeunes, il est champion de France des moins de 19 ans avec le Tours FC.